# Юниън (окръг, Пенсилвания)
Вижте пояснителната страница за други значения на Юниън.
Окръг Юниън (на английски: Union County) е окръг в щата Пенсилвания, Съединени американски щати. Площта му е 821 km², а населението - 44 595 души (2017). Административен център е град Луисбърг.